# Кармелюк (фільм, 1931)
«Кармелю́к» (також відомий як «Кармалюк» та «З життя Кармалюка») — український радянський художній німий історичний фільм 1931 року режисера Фавста Лопатинського про Устима Кармелюка, знятий на кіностудії Українфільм. Сюжет фільму базований на п'єсі «Розбійник Кармелюк» (1926) Людмили Старицької-Черняховської та оповідання «Кармелюк» Марка Вовчка.
Фільм вийшов у прокат в УРСР 6 вересня 1931. У 1935 році зусиллями звукорежисера Ю. Муріна було створено звукову версію з музикою.

## Сюжет
30-ті роки ХІХ сторіччя. До свого маєтку повертається з Парижу молодий граф Пігловський. Карету, в який він їде, оточують повсталі селяни. Їхній вирок — повісити пана — майже в останню мить скасовується, бо в кареті зовсім не граф, а його лакей — Устим Кармелюк. Устим дійсно служить лакеєм у графському домі і водночас очолює повстання селян. Раптово «лакей» Кармелюк зникає. Старий граф погрожує забити батогами селян, якщо Кармелюка не буде знайдено. На екзекуцію він запрошує гостей. Кармелюк «знаходиться» — він добровільно приходить до маєтку Пігловського… з загоном, і розправляється з паном та панськими гостями. Звідусіль до Кармелюка йдуть селяни, його загін росте. Влада шле військо. У жорстокій сутичці Кармелюка ледь не схоплюють, його рятує один з кріпаків…
Заключні титри фільму повідомляють глядача про те, що після подій, що відображені у фільмі, Кармелюк ще довго воював з панами…

## У ролях
- Степан Шагайда — Кармелюк
- Олександр Подорожний — молодий пан, граф Пігловський
- Зинаїда Пігулович — дівчина Килина, дружина Кармелюка
- Валентина Ровинська — панна Розалія
- Іван Твердохліб — молодий панок
- Борис Карлаш-Вербицький — Корнет Сутонін
- А.Нікітін — батько графа Пігловського
- А.Бєлов — товстий поміщик
- Ганна Шубна — селянська дівчина
- Лаврентій Масоха — хлопчик
- Георгій Астаф'єв — Медведь
- Костянтин Лундишев, Євген Вікул, Григорій Єфремов — паничі
- Анастасія Суворіна — стара
- А.Руденко — лакей

## Творча команда
- Режисер: Фавст Лопатинський
- Сценаристи: Ф. Самутін, Станіслав Уейтінг-Радзинський
- Оператор: Олексій Калюжний
- Художник: Майя Сімашкевич
- Звукооператори: М. Правдолюбов, Олександр Бабій, Г. Григор'єв
- Композитор: Борис Лятошинський
- Режисер музично озвучення: Ю. Мурін

## Реліз
Фільм вийшов у прокат в УРСР 6 вересня 1931. Фільм вийшов у США 18 листопада 1932 року.